# Carl-Johan Fogelklou

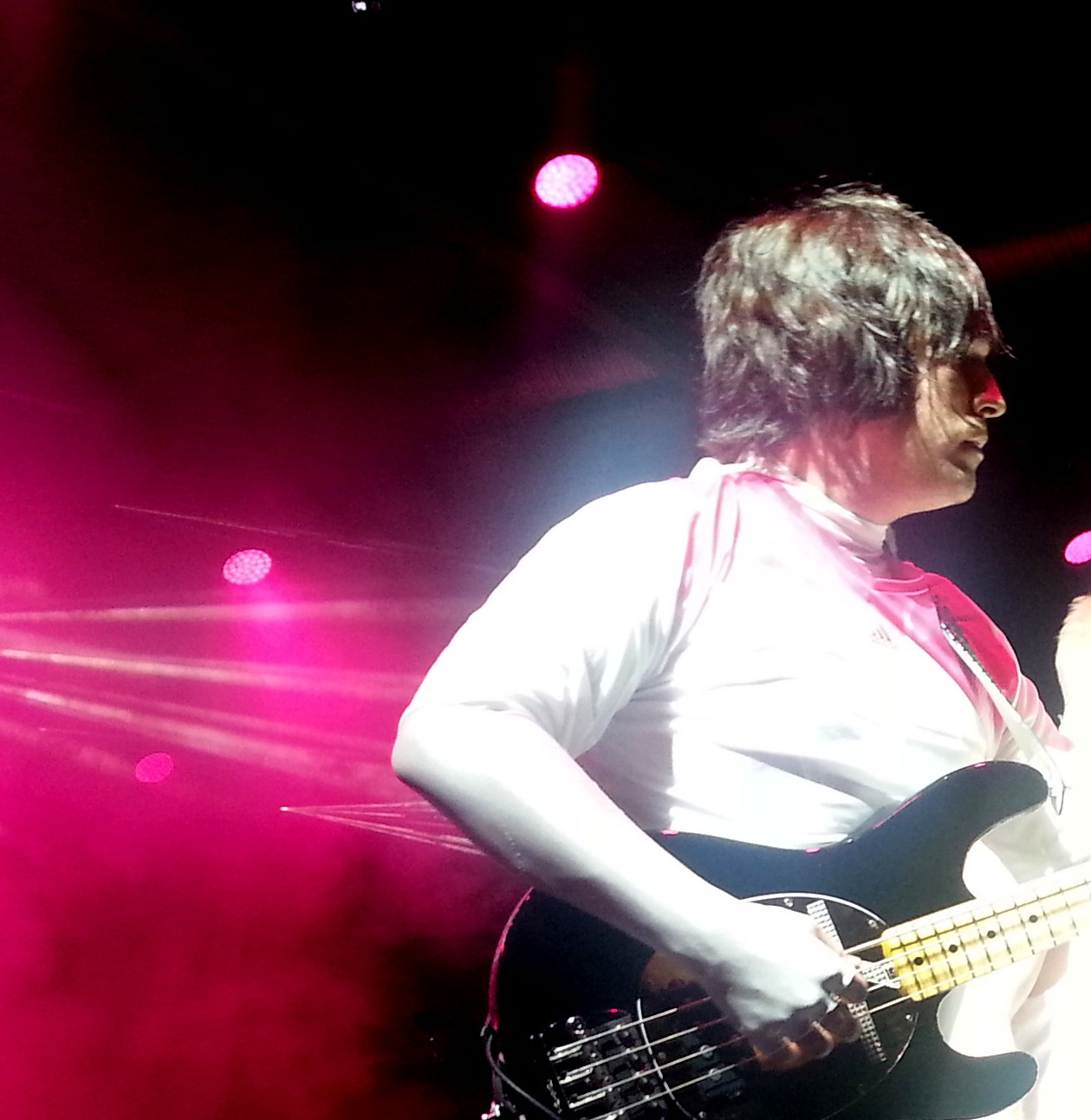
Carl-Johan Fogelklou 2014

Carl-Johan „Peter Crispin“ Fogelklou (* 15. August 1980 in Uppsala) ist ein schwedischer Musiker (Bass, Gesang). Er ist der Bassist der schwedischen Band Mando Diao.

## Biographie
Carl-Johan Peter Crispin Fogelklou, Bassist der schwedischen Rockband Mando Diao wurde am 15. August 1980 in Uppsala (Schweden) als Sohn von Peter und Gunnel Fogelklou geboren und ist seinen Fans als CJ bekannt. Er hat eine Schwester namens Lotta. Im Alter von zwei Jahren übersiedelte CJ mit seiner Familie nach Sigtuna in der Nähe von Stockholm.
Carl-Johan interessierte sich schon in jungen Jahren für das Gitarrespiel; seine Lieblingsband und Inspiration war die Rockband Guns N’ Roses. Nachdem er sein erstes Instrument als Geburtstagsgeschenk bekommen hatte, spielte er in verschiedenen Bands und bei Schulauftritten. Er wurde von einem Lehrer seiner Schule, der ihm Gitarrenunterricht gab, gefördert.
Nach der High School studierte Carl-Johan Musik in Falun, und dort lernte er auf einer Party den Schlagzeuger von Mando Diao, Samuel Giers, kennen, der ihn sofort als Teil der Band haben wollte. CJ wurde ein Vollzeitmusiker und beendete sein Studium an der hochangesehenen Musikschule.
Fogelklou, ein Vegetarier, zu dessen Hobbys Kochen und Wein zählen, verstand sich von Anfang an gut mit seinen neuen Bandkollegen. Laut Gustaf Norén wurde er deshalb engagiert, weil er aussah wie John Lennon und Gitarre spielte wie Paul McCartney.
Im Jahr 2000 hatte Mando Diao die Zusammensetzung, in der die Band berühmt wurde: Gustaf Norén und Björn Dixgård als Frontmänner (Gitarre, Gesang), Daniel Haglund am Keyboard, Carl-Johan Fogelklou am Bass, Samuel Giers am Schlagzeug.
Daniel Haglund verließ die Band im Jahr 2004 und wurde durch Mats Björke ersetzt.
Am Anfang tourte die Band noch durch Schweden und spielte in kleinen Locations und Bars, bald jedoch folgten Auftritten in ganz Europa, den USA und Japan. Jedes Album von Mando Diao wurde ein größerer Erfolg als das vorangegangene. Heute ist Mando Diao eine der bekanntesten schwedischen Musikgruppen.
Der größte Erfolg im Heimatland Schweden gelang Mando Diao mit dem Album Infruset, einer Vertonung von Gedichten des schwedischen Lyrikers Gustaf Fröding, im Jahr 2012.
Auf dem ersten Album von Mando Diao nach dem Ausstieg von Gustaf Norén im Jahr 2015, Good Times (2017), trat Carl-Johan erstmals als Songwriter in Erscheinung.
Im April 2018 veröffentlichte Carl-Johan Fogelklou gemeinsam mit Hanna Dahlberg Leuhusen als Hanna&CJ ein Album auf Spotify, "The Story Of Life".

## Diskografie
- 2002: Bring ’em In
- 2004: Hurricane Bar
- 2006: Ode to Ochrasy
- 2007: Never Seen the Light of Day
- 2009: Give Me Fire!
- 2012: Infruset
- 2014: Ælita
- 2017: Good Times
- 2019: Bang